# Грэм, Патрик, 1-й лорд Грэм
Патрик Грэм (англ. Patrick Graham; умер после 24 июня 1466) — шотландский аристократ, 1-й лорд Грэм (этот титул был создан между 30 июня 1432 и 28 июня 1445 года), сын Александра Грэма. Был членом регентского совета в годы малолетства короля Якова II. Был женат на Кристиан Эрскин, дочери Роберта Эрскина, 1-го лорда Эрскина, и Элизабет Линдси. В этом браке родились:
- Уильям, 2-й лорд Грэм[2][3];
- Элизабет, жена Уильяма Ливингстона[4].